# بولين نيومان (نقابية)
بولين نيومان (بالإنجليزية: Pauline Newman)‏ هي نقابية أمريكية، ولدت في 18 أكتوبر 1887 في كاوناس في ليتوانيا، وتوفيت في 8 أبريل 1986 في نيويورك في الولايات المتحدة.